# بيتر باوليت
بيتر باوليت (بالإنجليزية: Peter Pawlett) (3 فبراير 1991 بكينغستون أبون هال في المملكة المتحدة - ) هو لاعب كرة قدم بريطاني في مركز الوسط. شارك مع منتخب اسكتلندا تحت 19 سنة لكرة القدم ومنتخب اسكتلندا تحت 21 سنة لكرة القدم. أما مع النوادي، فقد لعب مع سانت جونستون ونادي أبردين.

## وصلات خارجية
- بيتر باوليت على موقع الاتحاد الإسكتلندي (الإنجليزية)
- بيتر باوليت على موقع قاعدة بيانات كرة القدم.إي يو (الإنجليزية)
- بيتر باوليت على موقع Soccerbase.com (لاعب) (الإنجليزية)
- بيتر باوليت على موقع Soccerway.com (الإنجليزية)
- بيتر باوليت على موقع عالم كرة القدم.نت (الإنجليزية)